# Aeropostal Alas de Venezuela
Aeropostal Alas de Venezuela is een Venezolaanse luchtvaartmaatschappij met haar thuisbasis in Caracas.

## Geschiedenis
Aeropostal is opgericht in 1997 als opvolger van de vroegere Aeropostal.

## Bestemmingen
Aeropostal voert lijnvluchten uit naar: (zomer 2007)
Binnenland:
- Barcelona, Barquisimeto, Caracas, Maracaibo, Maturín, Porlamar, Puerto Ordaz.

Buitenland:
- Bogota, Curaçao, Havana, Lima, Medellín, Miami, Port of Spain, Santo Domingo.

## Vloot
De vloot van Aeropostal bestaat uit: (januari 2008)
- 1 Boeing B727-200(RE)
- 2 Douglas DC9-20
- 6 Douglas DC9-30
- 11 Douglas DC9-50
- 3 Douglas DC9-80